# Lousã
Lousã là một huyện thuộc tỉnh Coimbra, Bồ Đào Nha. Huyện này có diện tích 138 km², dân số thời điểm năm 2001 là 15753 người.